# Les Herbiers VF
A Les Herbiers Vendée Football egy 1919-ben alapított francia labdarúgóklub a Vendée megyében található Les Herbiers városban. Hazai találkozóit az 5000 férőhelyes Stade Massabielle stadionban játssza, a klub színei a vörös és a fekete. A 2015-16-os szezont megelőzően a csapat feljutott a harmadosztályba, a Championnat Nationalba, ami a klub történetének addigi legjobb eredménye volt. A 2017-18-as szezonban bejutott a csapat a Francia Kupa döntőjébe, ahol a Paris Saint-Germain csapatával találkozott.

## A klub története
1919-ben Rousseau atya alapította a klubot "Alouette Sportive" néven, amely 1923-ban vette fel a "Les Herbiers Sports" nevet. 1941-ben a városban megalakult a "Coqs du Bocage" nevű sportegyesület. A két klub összeolvadásából jött létre az "Entente Sportive Herbretaise" 1947. július 1-jén, miután a közgyűlés 1947. március 7-i határozata ezen a napon lépett érvénybe.
A Les Herbiers 1978-ig a regionális labdarúgó bajnokságokban játszott, amikor meghívást kaptak az újonnan létrehozott francia negyedik divízióba, de 1979-ben azonnal visszaestek a regionális ligába. A klub technikailag 1975-ben csatlakozott a francia foci akkori negyedik osztályához.
A vörös-fekete klub egészen a hetedosztályig esett vissza, amikor 2007-ben visszatértek a nemzeti profi labdarúgó-struktúrába, majd 2015-ben történetük addigi legnagyobb sikerét elérve feljutottak a harmadosztályba, a Championnat Nationalba. 
2002-ben az "Entente Sportive Herbretaise" nevet a "The Herbiers Football", majd 2006-ban a ma is használatos "Vendee Herbiers Football"  névre változtatták. 
2018. április 17-én a Francia Kupa 2017–2018-as kiírásának elődöntőjében a Chambly csapatát kiejtetve bejutottak a kupasorozat döntőjébe. A kupamenetelés során az Lens és az Auxerre csapatát is búcsúztatta a Les Herbiers, de a döntőig nem kellett első osztályú csapattal megmérkőzniük. Ott a Paris Saint-Germain csapatával mérkőzött meg a csapat 2018. május 8-án a Parc des Princesben.
A döntőben 2–0-s vereséget szenvedtek a párizsi csapattól.

## Keret
2020. november 7-én frissítve.
| #  |     | Poszt | Név               |
| -- | --- | ----- | ----------------- |
| 1  | FRA | K     | Jean Louchet      |
| 3  | FRA | V     | Stephan Varsovie  |
| 4  | FRA | V     | Franck Héry       |
| 5  | MLI | V     | Kalifa Traoré     |
| 6  | FRA | V     | Donatien Gomis    |
| 7  | FRA | KP    | Florian Milla     |
| 8  | FRA | KP    | Abdoulaye Bomou   |
| 9  | FRA | CS    | Davel Mayela      |
| 10 | FRA | CS    | Emmanuel Bourgaud |
| 11 | FRA | CS    | Pierre Grellier   |
| 12 | FRA | KP    | Maxime Carneiro   |

| #  |     | Poszt | Név                  |
| -- | --- | ----- | -------------------- |
| 14 | FRA | V     | Jeffrey Assoumin     |
| 16 | FRA | K     | Mikael Caradec       |
| 19 | MTQ | KP    | Dominique Pandor     |
| 20 | CMR | V     | Christian Dyo        |
| 21 | FRA | KP    | Quentin Gregorio     |
| 22 | FRA | CS    | Anthony Schuster     |
| 23 | GLP | CS    | Cédric Tuta          |
| 25 | FRA | V     | Benjamin Brelivet    |
| 28 | FRA | CS    | Kael-Florent Montout |
| 30 | FRA | K     | Anthony Dupré        |

## Sikerek
- Atlantique DH championship : 1999
- Francia ötödosztály, Championnat de France amateur 2 G-csoport, bajnok : 2006
- Francia Kupa-döntős: 2017–2018

## További információ
- A klub hivatalos honlapja